# Eupithecia lentiscata
Eupithecia lentiscata là một loài bướm đêm trong họ Geometridae.